# Leptura
Genre
Leptura est un genre d'insectes coléoptères cérambycidés (capricornes) de la sous-famille des Lepturinae, de la tribu des Lepturini. Il compte plusieurs espèces très communes en Europe.

## Espèces rencontrées en Europe
Selon Fauna Europaea (3 décembre 2022) :
- Leptura aethiops Poda, 1761
- Leptura annularis Fabricius, 1801
- Leptura aurulenta Fabricius, 1792
- Leptura quadrifasciata Linnaeus, 1758